# Johnson-Claisen-Umlagerung
Bei der Johnson-Claisen-Umlagerung handelt es sich um eine Namensreaktion in der Organischen Chemie, die nach William Summer Johnson und Ludwig Claisen benannt wurde. Johnson entdeckte 1970 diese Reaktion, der Doppelname mit Claisen wurde auf Grund des Mechanismus gewählt. Mit dieser Umlagerung wird ein Ester synthetisiert.

## Übersichtsreaktion
Bei dieser Umlagerung reagiert ein Orthoester mit einem Allylalkohol unter sauren Bedingungen über ein Ketenacetal zu einem Ester.

## Mechanismus
Im ersten Schritt greift ein Sauerstoffatom des Orthoesters ein Proton an, woraufhin ein Alkohol abgespalten wird. Ein Allylalkohol bindet sich an das Kohlenstoffatom des Kations. Im nächsten Schritt greift ein Alkohol ein Proton der Methyl-Gruppe an. Es bildet sich eine Doppelbindung und ein weiterer Alkohol wird abgespalten. Durch Umlagerung von Elektronen entsteht aus dem Ether ein Ester.